# La Serra de Vilanova
La Serra de Vilanova és un mas al veïnat de Sant Romà de Sau (Osona). Mas situat dins la demarcació de la parròquia de Vilanova de Sau i dins el terme civil de Sau. Actualment forma part de la propietat de l'Arboç dels senyors Riera de Sant Julià, aquests dos masos junt amb el mas Francesc presenten unes mateixes característiques constructives. La parròquia de Vilanova de Sau experimentà un creixement demogràfic notable, sobretot als segles xviii i xix. Si al segle xvi comptava amb 11 masos, a darreries del segle xix el nombre ascendia a 101. Segurament la Serra es construí durant aquest període i, com el mas Arboç, fou reformat a la tercera dècada del segle xx.

## Masia
És una masia de grans dimensions, assentada sobre el desnivell del terreny. És de planta quadrada, coberta a dues vessants i amb el carener perpendicular a la façana, orientada a migdia, davant de l'era de batre. Per la banda de migdia s'accedeix directament al primer pis i el vessant esquerre del teulat es veu molt més prolongada que la dreta. A tramuntana, aquesta mateixa vessant és molt més curta, ja que hi ha un cos de més alçada i cobert a un sol vessant a l'extrem dret. Encara hi ha un altre cos que s'abriga sota un teulat que segueix la mateixa direcció que a migdia. Per les característiques de l'edifici podem deduir les diverses etapes constructives, essent la central la més primitiva. Conserva encara finestres protegides per reixes de llangardaix. És construïda en pedra unida amb morter de calç, pedra picada i fusta. L'estat de conservació és bo, ja que ha estat restaurada.

## Cabana
Al costat del mas principal hi ha un edifici agrícola, de planta rectangular, cobert a dues vessants, amb el carener perpendicular a la façana, orientada a ponent. Està assentada sobre el desnivell del terreny, de manera que el portal de ponent dona accés directament al primer pis, presenta un porta d'arc escarser i una finestreta descrita amb totxos esglaonats. A llevant s'obren dues finestres a la planta baixa i una al primer pis, obertures que es repeteixen a tramuntana i a migdia. És construïda amb pedra vermellosa unida amb morter de calç i totxo. L'estat de conservació és bo.